# Пешавар (округ)
Пеша́вар (урду ضلع پشاور‎‎, англ. Peshawar District, пушту پېښور ولسوالۍ‎) — один из 25 округов пакистанской провинции Хайбер-Пахтунхва.

## История
Изначально округ Пешавар располагался в Северо-Западной пограничной провинции Британской Индии.

## Административно-территориальное устройство
Округ представлен в провинциальной ассамблее Хайбер-Пахтунхвы одиннадцатью представителями от следующих округов:
- ПФ-1 (Пешавар-1)
- ПФ-2 (Пешавар-2)
- ПФ-3 (Пешавар-3)
- ПФ-4 (Пешавар-4)
- ПФ-5 (Пешавар-5)
- ПФ-6 (Пешавар-6)
- ПФ-7 (Пешавар-7)
- ПФ-8 (Пешавар-8)
- ПФ-9 (Пешавар-9)
- ПФ-10 (Пешавар-10)
- ПФ-11 (Пешавар-11)